# Conférence du leadership chrétien du Sud
La Conférence du leadership chrétien du Sud (anglais : Southern Christian Leadership Conference (SCLC) est une organisation américaine majeure du mouvement américain des droits civiques basée à Atlanta.

## Histoire
Elle a été fondée en 1957 après le boycott des bus de Montgomery par le pasteur Martin Luther King et d’autres pasteurs comme Fred Shuttlesworth, Joseph Lowery, Ralph Abernathy et des personnalités politiques comme Andrew Young, Bayard Rustin et John Lewis,,,,,,,.
Elle a joué un rôle décisif dans le mouvement des droits civiques aux États-Unis.
Ses principes sont la lutte pour les droits civiques dans un esprit de non-violence chrétienne,.

## Présidents
| no | Portrait | Nom                     | Mandat      |
| -- | -------- | ----------------------- | ----------- |
| 1  |          | Martin Luther King Jr.  | 1957–1968   |
| 2  |          | Ralph Abernathy         | 1968–1977   |
| 3  |          | Joseph Lowery           | 1977–1997   |
| 4  |          | Martin Luther King III  | 1997–2004   |
| 5  |          | Fred Shuttlesworth      | 2004–2004   |
| 6  |          | Charles Steele Jr. (en) | 2004–2009   |
| 7  |          | Bernice King            | 2009–2011   |
| 8  |          | Howard W. Creecy Jr.    | 2011–2012   |
| 9  |          | C.T. Vivian             | 2012–2012   |
| 10 |          | Charles Steele Jr.      | Depuis 2012 |